# Toddalioideae
Toddalioideae, potporodica rutovki. Sastojki se od preko 100 rodova.
Ime dolazi po najvažnijem rodu Toddalia.

## Rodovi
1. genus Acmadenia Bartl. & H.L. Wendl.
2. genus Acradenia Kippist
3. genus Acronychia J.R. Forst. & G. Forst.
4. genus Adenandra Willd.
5. genus Adiscanthus Ducke
6. genus Agathosma Willd.
7. genus Almeidea A. St.-Hil.
8. genus Angostura Roem. & Schult.
9. genus Apocaulon R.S. Cowan
10. genus Asterolasia F. Muell.
11. genus Balfourodendron Corr. Mello ex Oliv.
12. genus Boronella Baill.
13. genus Boronia Sm.
14. genus Bosistoa F. Muell.
15. genus Bouchardatia Baill.
16. genus Bouzetia Montrouz.
17. genus Brombya F. Muell.
18. genus Calodendrum Thunb.
19. genus Casimiroa Llave & Lex.
20. genus Choisya Kunth
21. genus Chorilaena Endl.
22. genus Coleonema Bartl. & H.L. Wendl.
23. genus Comptonella Baker f.
24. genus Conchocarpus J.C. Mikan
25. genus Correa Andrews
26. genus Crowea Sm.
27. genus Decagonocarpus Engl.
28. genus Decatropis Hook.f.
29. genus Decazyx Pittier & S.F. Blake
30. genus Dendrosma Pancher & Sebert
31. genus Dictamnus L.
32. genus Dinosperma T.G. Hartley
33. genus Diosma L.
34. genus Diphasiopsis Mendonca
35. genus Diplolaena R. Br.
36. genus Drummondita Harv.
37. genus Dutaillyea Baill.
38. genus Empleurum Aiton
39. genus Eriostemon Sm.
40. genus Ertela Adans.
41. genus Erythrochiton Nees & Mart.
42. genus Esenbeckia Kunth
43. genus Euchaetis Bartl. & H.L. Wendl.
44. genus Euodia J.R. Forst. & G. Forst.
45. genus Euxylophora Huber
46. genus Evodiella Linden
47. genus Fagaropsis Mildbr. ex Siebenl.
48. genus Galipea Aubl.
49. genus Geijera Schott
50. genus Geleznowia Turcz.
51. genus Halfordia F. Muell.
52. genus Helietta Tul.
53. genus Hortia Vand.
54. genus Leptothyrsa Hook.f.
55. genus Lubaria Pittier
56. genus Lunasia Blanco
57. genus Maclurodendron T.G. Hartley
58. genus Macrostylis Bartl. & H.L. Wendl.
59. genus Medicosma Hook.f.
60. genus Melicope J.R. Forst. & G. Forst.
61. genus Metrodorea A. St.-Hil.
62. genus Microcybe Turcz.
63. genus Muiriantha C.A. Gardner
64. genus Myrtopsis Engl.
65. genus Naudinia Planch. & Linden
66. genus Nematolepis Turcz.
67. genus Neobyrnesia J.A. Armstr.
68. genus Neoraputia Emmerich
69. genus Nycticalanthus Ducke
70. genus Oricia Pierre
71. genus Oriciopsis Engl.
72. genus Orixa Thunb.
73. genus Peltostigma Walp.
74. genus Pentaceras Hook.f.
75. genus Phebalium Vent.
76. genus Phellodendron Rupr.
77. genus Philotheca Rudge
78. genus Phyllosma Bolus
79. genus Picrella Baill.
80. genus Pilocarpus Vahl
81. genus Pitavia Molina
82. genus Pitaviaster T.G. Hartley
83. genus Platydesma H. Mann
84. genus Plethadenia Urb.
85. genus Polyaster Hook.f.
86. genus Ptelea L.
87. genus Raputia Aubl.
88. genus Raputiarana Emmerich
89. genus Rauia Nees & Mart.
90. genus Raulinoa R.S. Cowan
91. genus Ravenia Vell.
92. genus Raveniopsis Gleason
93. genus Rhadinothamnus Paul G. Wilson
94. genus Rutaneblina Steyerm. & Luteyn
95. genus Sarcomelicope Engl.
96. genus Sheilanthera I. Williams
97. genus Sigmatanthus Huber ex Emmerich
98. genus Skimmia Thunb.
99. genus Spiranthera A. St.-Hil.
100. genus Stauranthus Liebm.
101. genus Teclea Delile
102. genus Tetractomia Hook.f.
103. genus Tetradium Lour.
104. genus Ticorea Aubl.
105. genus Toddalia Juss.
106. genus Toddaliopsis Engl.
107. genus Vepris Comm. ex A. Juss.
108. genus Zanthoxylum L.
109. genus Zieria Sm.